# Ryoto Nakamura
Pour les articles homonymes, voir Nakamura.

a Compétitions nationales et continentales officielles uniquement.

b Matchs officiels uniquement.
Dernière mise à jour le 29 mars 2024.
Ryoto Nakamura (中村 亮土, Nakamura Ryōto), né le 3 juin 1991 à Kagoshima (Japon), est un joueur de rugby à XV international japonais. Jouant aux postes de centre ou de demi d'ouverture, il représente actuellement les Tokyo Sungoliath en League One.

## Carrière

### En club
Après avoir joué au football lors de son enfance, Ryoto Nakamura commence à pratiquer le rugby à XV à son entrée au lycée Jitsugyo de Kagoshima. Avec l'équipe de son lycée, il participe à deux reprises au Tournoi national lycéen de Hanazono.
Après le lycée, il rejoint l'université Teikyō, et joue en championnat japonais universitaire avec le club de l'université entre 2010 et 2014,. Avec cette équipe, il remporte quatre fois de suite le championnat, en étant capitaine lors de ses deux dernières années.
Après avoir terminé son parcours universitaire, il rejoint en 2014 le club des Suntory Sungoliath situé à Fuchū, et qui évolue alors en Top League. Il remporte son premier titre national avec son club en 2017, puis un second l'année suivante.
En décembre 2017, il est annoncé dans l'effectif 2018 de la franchise japonaise des Sunwolves, évoluant en Super Rugby. Il joue son premier match le 24 février 2018 contre les Brumbies,. Prolongé pour la saison 2019, il n'est toutefois utilisé qu'une seule fois pour ce qui est sa dernière saison avec cette franchise,.
Avec les Sungoliath, après avoir été joueur-employé au début de sa carrière, il devient réellement un joueur professionnel à partir de 2020. Il devient le capitaine du club à compter de la saison 2021, où son équipe termine à une place de finaliste,.
En 2022, à l'occasion de la réforme du championnat japonais, son équipe est placée en première division de la nouvelle League One, et se voit renommé Tokyo Sungoliath. Son équipe termine finaliste de cette première édition du championnat.

### Internationale
Ryoto Nakamura joue en 2011 avec l'équipe du Japon des moins de 20 ans lors du Trophée mondial junior en Géorgie. Il joue quatre matchs lors du tournoi, que son équipe termine à la seconde place,.
En 2012, il représente la sélection japonaise à sept lors du tournoi de Wellington.
Alors qu'il est encore un joueur universitaire, il est sélectionné pour la première fois avec l'équipe du Japon dans le cadre du Tournoi asiatique 2013,. Il fait ses débuts internationaux le 10 mai 2013 lors d'un match contre les Émirats arabes unis,. Uniquement utilisé en Tournoi asiatique (à l'exception de quelques minutes contre les Samoa en 2014), il joue son premier match de grande envergure en juin 2018 contre l'Italie.
Il fait partie du groupe japonais sélectionné pour participer à la Coupe du monde 2019 au Japon. Il dispute les cinq rencontres de son équipe comme titulaire, dont le quart de finale contre l'équipe d'Afrique du Sud. Titulaire indiscutable au centre aux côtés de Timothy Lafaele, il se distingue particulièrement par la qualité de sa défense,.
En octobre 2021, il est nommé vice-capitaine de la sélection japonaise.
En 2023, il est ensuite retenu pour disputer le Mondial en France,. Il joue à nouveau tous les matchs de son équipe, qui est éliminée à l'issue de la phase de poule.

## Palmarès

### En club
- Vainqueur du championnat universitaire du Japon en 2011, 2012, 2013 et 2014 avec l'université Teikyō.
- Vainqueur du Championnat du Japon en 2017 et 2018 avec Tokyo Sungoliath.
- Finaliste du Championnat du Japon en 2021 et 2022 avec les Tokyo Sungoliath.

### En équipe nationale
- Vainqueur du Championnat asiatique en 2013, 2014, 2016 et 2017.

## Statistiques internationales
- 39 sélections avec le Japon depuis 2013.
- 73 points (8 essais, 1 pénalité, 15 transformations).